# Thomas Muster
Thomas Muster (Leibnitz, Austria; 2 de octubre de 1967) es un extenista profesional austriaco. Alcanzó el número 1 del ránkin ATP por 6 semanas en 1996. Con 40 títulos y 422 victorias en canchas de tierra batida, incluido el Torneo de Roland Garros 1995, es considerado uno de los mejores tenistas de todos los tiempos en dicha superficie.
Ganó un total de 44 títulos ATP en individuales donde destaca 1 Grand Slam, 8 Masters 1000 y 2 finales, 4 ATP 500 y 26 ATP 250, este último es récord absoluto, solo uno por encima de Roger Federer. En 1995 consiguió la notoria suma de 12 títulos entre los que se incluye un Grand Slam y 3 Masters Series y 40 victorias consecutivas sobre tierra batida (tercera marca histórica, detrás de las de Rafael Nadal y Guillermo Vilas) logrando alcanzar el primer lugar del ranking. Como anécdota decir que encordaba su raqueta con una tensión tan alta que incluso hacía complicado su encordado (40 kg cuando lo normal ronda los 24 kg).

## Biografía
En 1984 ganó su primer partido ATP en Kitzbuhel, derrotando a Borowiak. Ese mismo año ganó en Viena a Doyle. En 1985 se dedicó al circuito júnior, donde fue finalista en la prestigiosa Orange Bowl y en Roland Garros. Tras estos resultados, volvió de nuevo al circuito profesional. En septiembre alcanzó el top-100 gracias a unas semifinales en Palermo. Ganó su primer partido de Grand Slam en Roland Garros 1986, venciendo al inglés Wilkinson. Poco después ganó su primer título ATP en la tierra batida de Hilversum, donde venció en la final a Hlasek. En 1987 alcanzó la tercera ronda en Roland Garros y en el Open de Australia, mientras que en 1988 consiguió hasta 4 títulos en tierra batida. 1989 fue un año de altibajos. Comenzó muy bien, con semifinales en el Open de Australia cayendo ante Lendl y final en el Masters de Miami venciendo en semifinales a Noah. Pero antes de disputar la final fue atropellado por un coche, lo que le dejó graves heridas en las piernas y tuvo que operarse. El resultado de Miami le permitió ser el primer austriaco en llegar al top-10 del ranking de la ATP, aunque la lesión le hizo bajar muchos puestos. Tras medio año de recuperación y entrenando en silla de ruedas, Muster volvió en el torneo de Barcelona y perdió en cuartos de final contra su compatriota Skoff. 
En 1990 llegó su regreso triunfal. Fue semifinalista en Roland Garros y levantó 3 títulos, incluyendo el Masters de Roma y su primer título en cemento en Adelaida. La ATP le otorgó el premio de mejor regreso del año y su país lo eligió como mejor deportista de la temporada. En los siguientes años, se confirmó como un especialista de la tierra batida, lo cual le valió el apodo de Rey de la Tierra. En 1993 ganó 7 títulos en la superficie. En 1995 llegó su gran triunfo en su Grand Slam preferido, Roland Garros. Además, ese año acumuló una racha de 40 partidos consecutivos ganados de febrero a junio, ganó 12 títulos en 14 finales disputadas, ganó 12 veces a jugadores top-10 y fue nombrado de nuevo mejor deportista austriaco del año. En 1996 continuó su dominió terrícola, logrando un parcial de 46 victorias y 3 derrotas en tierra batida en todo el año. Ganó 7 títulos, entre los que se encuentran los Masters de Roma y Monte-Carlo, y llegó al n.º 1 del ranking de la ATP en febrero, siendo el 13.º número 1 de la historia del tenis. En 1997 mejoró su rendimiento fuera de pistas de tierra batida, consiguiendo títulos en Miami y Dubái, y unas nuevas semifinales en el Open de Australia. Curiosamente ese año no obtuvo grandes resultados en tierra batida. En 1998 y 1999 llegó su declive, consiguiendo solo una final en Estoril en 1998 (perdió ante Berasategui), y retirándose tras perder en primera ronda de Roland Garros 1999 ante Lapentti.
De este modo, el austríaco se retira habiendo enfrentado a 348 rivales diferentes, habiendo ganado al menos una vez a 290 de ellos; tuvo historial favorable frente a 247 tenistas, igualado con 40 y desfavorable frente a 61. Asimismo, acumuló 17 victorias frente a jugadores top-5 y 37 frente a Top-10. Además, desde abril de 1995 hasta junio de ese mismo año, acumuló 35 victorias consecutivas, superando rachas de otros ilustres como Rafael Nadal con 32; y Andy Murray con 28.
Después de su retirada, Muster dedica su vida a sus aficiones como fotógrafo y pintor abstracto. Además, toca el tambor y tiene un hijo, Christian (2001). En 2003 desarrolló una marca de moda, TOMS, que dos años más tarde creó su primera colección de verano. También se ha expandido a las industrias del vino y el agua, y tiene licencia para pilotar helicópteros. Además, compite en el ATP Champions Tour junto a otras leyendas del deporte. 

### Regreso al profesionalismo
En 2010 volvió al circuito profesional disputando algunos challengers aunque sin obtener grandes resultados. En 2011, y con 44 años, recibió una invitación para el Torneo de Viena su primer ATP 250 desde el año 1999. Enfrentó a su compatriota, la estrella emergente de 18 años Dominic Thiem, siendo derrotado en 2 sets.

## Clasificación histórica
| Torneo                               | 1985 | 1986 | 1987 | 1988 | 1989 | 1990 | 1991 | 1992 | 1993 | 1994 | 1995 | 1996 | 1997 | 1998 | 1999 | 2010 | 2011  | SR     | G–P    |
| ------------------------------------ | ---- | ---- | ---- | ---- | ---- | ---- | ---- | ---- | ---- | ---- | ---- | ---- | ---- | ---- | ---- | ---- | ----- | ------ | ------ |
| Torneos de Grand Slam                |      |      |      |      |      |      |      |      |      |      |      |      |      |      |      |      |       |        |        |
| Abierto de Australia                 | A    | NH   | A    | 1R   | SF   | 3R   | A    | 3R   | 2R   | CF   | 3R   | 4R   | SF   | 1R   | 1R   | A    | A     | 0 / 11 | 23–11  |
| Roland Garros                        | 1R   | 2R   | 3R   | 3R   | A    | SF   | 1R   | 2R   | 4R   | 3R   | G    | 4R   | 3R   | CF   | 1R   | A    | A     | 1 / 14 | 32–13  |
| Wimbledon                            | A    | A    | 1R   | A    | A    | A    | A    | 1R   | 1R   | 1R   | A    | A    | A    | A    | A    | A    | A     | 0 / 4  | 0–4    |
| US Open                              | A    | 1R   | 3R   | 1R   | A    | 4R   | A    | A    | CF   | CF   | 4R   | CF   | 1R   | 3R   | A    | A    | A     | 0 / 10 | 22–10  |
| Ganados–Perdidos                     | 0–1  | 1–2  | 4–3  | 2–3  | 4–1  | 10–3 | 0–1  | 3–3  | 8–4  | 10–4 | 12–2 | 10–3 | 7–3  | 6–3  | 0–2  | 0–0  | 0–0   | 1 / 39 | 77–38  |
| Torneo de fin de año                 |      |      |      |      |      |      |      |      |      |      |      |      |      |      |      |      |       |        |        |
| / ATP Tour World Championships       | A    | A    | A    | A    | A    | RR   | A    | A    | A    | A    | RR   | RR   | RR   | A    | A    | A    | A     | 0 / 4  | 2–8    |
| Super 9 Series/Tennis Masters Series |      |      |      |      |      |      |      |      |      |      |      |      |      |      |      |      |       |        |        |
| Indian Wells                         | A    | A    | A    | A    | 2R   | A    | 2R   | A    | 3R   | CF   | CF   | 2R   | SF   | SF   | 1R   | A    | A     | 0 / 9  | 14–9   |
| Miami                                | A    | A    | 3R   | 3R   | F    | A    | A    | A    | 3R   | A    | A    | 2R   | G    | A    | A    | A    | A     | 1 / 6  | 18–4   |
| Montecarlo                           | A    | 2R   | 3R   | 1R   | A    | F    | 1R   | G    | SF   | CF   | G    | G    | 2R   | 1R   | 2R   | A    | A     | 3 / 13 | 32–10  |
| Hamburgo                             | A    | CF   | 1R   | 1R   | A    | A    | 1R   | 2R   | 3R   | 3R   | A    | A    | 3R   | CF   | A    | A    | A     | 0 / 9  | 11–9   |
| Roma                                 | A    | A    | 1R   | 3R   | A    | G    | 3R   | 1R   | 2R   | 3R   | G    | G    | 2R   | 3R   | 1R   | A    | A     | 3 / 12 | 28–9   |
| Canadá                               | A    | A    | A    | A    | A    | A    | A    | A    | A    | A    | A    | 2R   | 3R   | A    | A    | A    | A     | 0 / 2  | 1–2    |
| Cincinnati                           | A    | A    | A    | A    | A    | A    | A    | A    | A    | 1R   | A    | SF   | F    | 2R   | A    | A    | A     | 0 / 4  | 8–4    |
| / Stockholm/Essen/Stuttgart          | A    | A    | A    | 3R   | 3R   | A    | A    | 3R   | A    | 2R   | G    | 2R   | 1R   | A    | A    | A    | A     | 1 / 7  | 8–6    |
| París                                | NH   | A    | A    | 2R   | 1R   | A    | A    | 1R   | A    | 2R   | 2R   | 2R   | CF   | A    | A    | A    | A     | 0 / 7  | 3–7    |
| Ganados–Perdidos                     | 0–0  | 4–2  | 4–4  | 6–6  | 7–3  | 11–1 | 2–4  | 8–4  | 9–5  | 9–7  | 20–2 | 14–6 | 18–8 | 10–5 | 1–3  | 0–0  | 0–0   | 8 / 69 | 123–60 |
| Ranking a fin de año                 | 98   | 47   | 56   | 16   | 21   | 7    | 35   | 18   | 9    | 16   | 3    | 5    | 9    | 25   | 189  | 980  | 1,075 |        |        |